# Farkas Antal (költő)
Farkas Antal (Szentes, 1875. szeptember 13. – Budapest, Terézváros, 1940. szeptember 28.) magyar újságíró, író, költő.

## Élete
Régi nagynevű szentesi családban született Farkas Benedek ügyvéd és Fülöp Mária fiaként. Elemi iskoláit szülővárosában a Központi Református Népiskolában végezte, majd 1886-tól a helyi gimnázium tanulója lett. 1890-ben a család Mezőtúrra települt, ahol Antal a középiskolát befejezve, tanyai tanítói állást vállalt. Közben magánúton végezte a tanítóképzőt. 1894-ben a Turóc vármegyei Znióváralján nyert tanítói oklevelet.
1902-től újságíró, előbb a Makó és Vidéke szerkesztője, majd a Szegedi Napló, és a Népszava és a Borsszem Jankó munkatársa 1905-től. Költeményei, karcolatai gyakran álnéven jelentek meg (Róka Tóni, Bujdosó Péter).
1918-tól Pécelen lakott, s a község tekintélyes polgáraként 1919. február 12-én beválasztották a helyi Képviselő-testületbe. Itt érte a proletárforradalom híre, amit egy igazságosabb, szebb jövő reményében üdvözölt. 1919 áprilisában a Tanácsköztársaság égisze alatt szerveződő írói mozgalomban ő is részt vállalt. A Direktóriumban (vezető testületben) Móricz Zsigmond, Babits Mihály, Kassák Lajos és Osvát Ernő kapott helyet, de a Választmányba Farkas Antalt is meghívták, ahol többek között Déry Tiborral, Füst Milánnal, Gárdonyi Gézával, Karinthy Frigyessel, Kosztolányi Dezsővel és Tóth Árpáddal dolgozott együtt. Feladatuk a háborút követő szétzilált irodalmi élet helyreállítása, műbírálat és a színvonalas külföldi irodalom magyarországi megjelentetése volt. Farkas Antal a Népházzá nyilvánított péceli Ráday-kastélyban végezte feladatait.
Ez időben egyetlen igazán propagandisztikus kiadványa jelent meg, a szatirikus formába öntött és már a címében is mulatságos Kommunizáljuk-e Zsófit? Farkas Antal ebben a 15 oldalas röpiratában fejti ki ma már naivnak ható elképzeléseit a Tanácsköztársaságról, s többek között megnyugtat minden hölgyet: nincs tervbe véve a házasság eltörlése és, hogy a férfiak minden nőt, akit megkívánnak, magukhoz vehessenek egy éjszakára.
Farkas Antal a Tanácsköztársaság idején betöltött szerepének megítéléséhez érdekes adalékot nyújt Zsedényi Aladár, aki a tanácskormány bukását követően megírta Pécel történetét. A jobboldali elkötelezettségű újságíró, bár maga is szenvedő alanya volt a proletárdiktatúrának, munkájában szimpatikusan jellemzést közöl róla: „Farkas Antal tanító Szegedről vetődött fel a fővárosba. Egy színmagyar, jóízű bohém, aki újságírással kereste kenyerét. És ha talán a soviniszta Budapesti Hírlap annak idején jobb szerződéssel kínálta volna meg, nem lépett volna a Népszava kötelékébe. Ő itt Pécelen nem sok vizet zavart. Odabent firkált nem közönséges tehetséggel megrendelésre."
A Tanácsköztársaság bukását követően, a fehérterror hírére Romániába emigrált. Erdélyben próbálta folytatni újságírói hivatását, ám egy tárcaregénye véget vetett itteni karrierjének. A Karnevál című lap közölte egyik szatirikus írását, Az utolsó Borbora címen. A regény egy züllött uralkodóház életét mutatja be. A román cenzor a román királyi család életét vélte felfedezni a leírásban, ezért a szebeni hadtestparancsnokság felségsértéssel vádolta. Farkas Antal nem várta meg a bírósági tárgyalást és Bécsbe utazott. Hosszú évekre az osztrák főváros lett új lakóhelye, ahol gyakran összejött Gábor Andorral, Gárdos Mariskával, Hatvany Lajossal és más emigránsokkal. Bécsi tartózkodásának emlékeit az Emigráns történetek és az Emigráns históriák c. tárcasorozatában dolgozta fel. Bécsből küldte haza a Népszavához humoros írásait, a magyar politikai elitet bíráló cikkeit, melyeket összegyűjtve később az Erger-berger c. kötetében adott ki.
1928-ban hazatért Magyarországra, s újra elfoglalta helyét a Népszavánál, ahol tovább folytatta irodalmi munkásságát. 1939-ig, tehát 64 éves koráig dolgozott. Ekkor nyugdíjazták, ám nem sokáig élvezhette a nyugalmas éveket, 1940-ben súlyosan megbetegedett. A budapesti Charité kórházból küldte utolsó versét a Népszavának (A nyár ravatalon), melyben saját halálát vetíti előre. Költeménye az újság szeptember 17-i számában jelent meg. Tizenegy nappal később elhunyt.

## Munkássága
Szépírói tevékenységéről elmondható, hogy idővel jelentőssé vált: 10 regénye, 9 verseskötete, 2 karcolatgyűjteménye, 2 novelláskötete és 4 meséskönyve jelent meg. Ezeken kívül számos írását adták közre különféle folyóiratok, leginkább a Népszava. Költészetéről még Ady Endre is elismerőleg nyilatkozott a Nyugatban: ”Farkas Antal … proletár költő, talán a legkülönb, de egyben nagyon előkelő poéta is. … a zseni, a géniusz illata csap meg, mint májusi virágos ág, egyik-másik versében.”
Stílusa gördülékeny, egyszerű, mindenki számára érthető. Érzelmi gazdagság, erőteljes hang jellemzi. Nyelve ízes, tiszta magyar nyelv. Népies költeményeiben a társadalmi igazságtalanságok és a nyomor ellen emeli fel szavát. A Templomtüzek, Vörös zsoltárok c. kötetében a proletárság érett hangú költője szólal meg. Mi sem bizonyítja jobban e versek népszerűségét, mint hogy minden munkásünnepségen, rendezvényen szavalják őket. Témáit szereti a Bibliából vagy a történelemből venni. Találkozunk verseiben Dózsával, Rákóczival, Kossuthtal, Cézárral és más történelmi alakokkal is. Ezekben a versekben a szabadság szeretete és az elnyomatás elleni lázadás hangja szólal meg.
Igazán nagy hatásúak és máig szóló üzenetet hordoznak a háborúellenes versei. Mesterien érzékelteti a háborúnak az egyénre gyakorolt hatását, a testi-lelki szenvedéseket. Néhány verse a gyermeki lélek mélységébe is elvezeti az olvasót, ahol a háború okozta családi tragédiák rémálomszerű víziókban törnek elő.
Költeményei mellett prózája is figyelemre méltó. A népi írók előfutárának tekinthető. Több regénye és novellája a paraszti életet festi. Őszintén, szépítés nélkül mutatja be a falu, a magyar tanya embereinek világát.
A hatóság által betiltott regényében, melynek címe Megnyílt a börtön, az első világháborúról ír. Egy öntudatlan munkás öntudatra ébredését mutatja be. Minderről egy halálraítélt munkáskatona-szökevény naplójából értesülhet az olvasó. Széles korképet fest az író ebben a művében, melyből megismerhető a magyar sors, a magyar társadalom, s az a háború, amelyben idegen érdekekért szenved a nemzet.
Farkas Antal írásaira azonban nem csak a komolyság és a drámai hang jellemző. Olvasói visszafogott humoráért is szerették. Több regényében, novellájában és karcolatában ugyanis szatirikus elemek dominálnak. Ez a kettősség jellemző egész írói tevékenységére: ugyanarról a témáról hol drámai komolysággal, hol könnyed humorral beszél.
1945 után az irodalomtudósok leértékelték munkásságát. A személyi kultusz idején a kommunista irodalompolitika szűklátókörűséggel vádolta meg: „A szociáldemokrata tanok visszaszorították költészete igazi kivirágzását.” – írta róla Komlós Aladár irodalomtörténész 1957-ben. Kései utódai közül viszont néhányan felismerték tehetségét. Ennek köszönhetően 1975-ben műveiből kiadtak egy válogatást Ünnep készül címmel.

## Művei

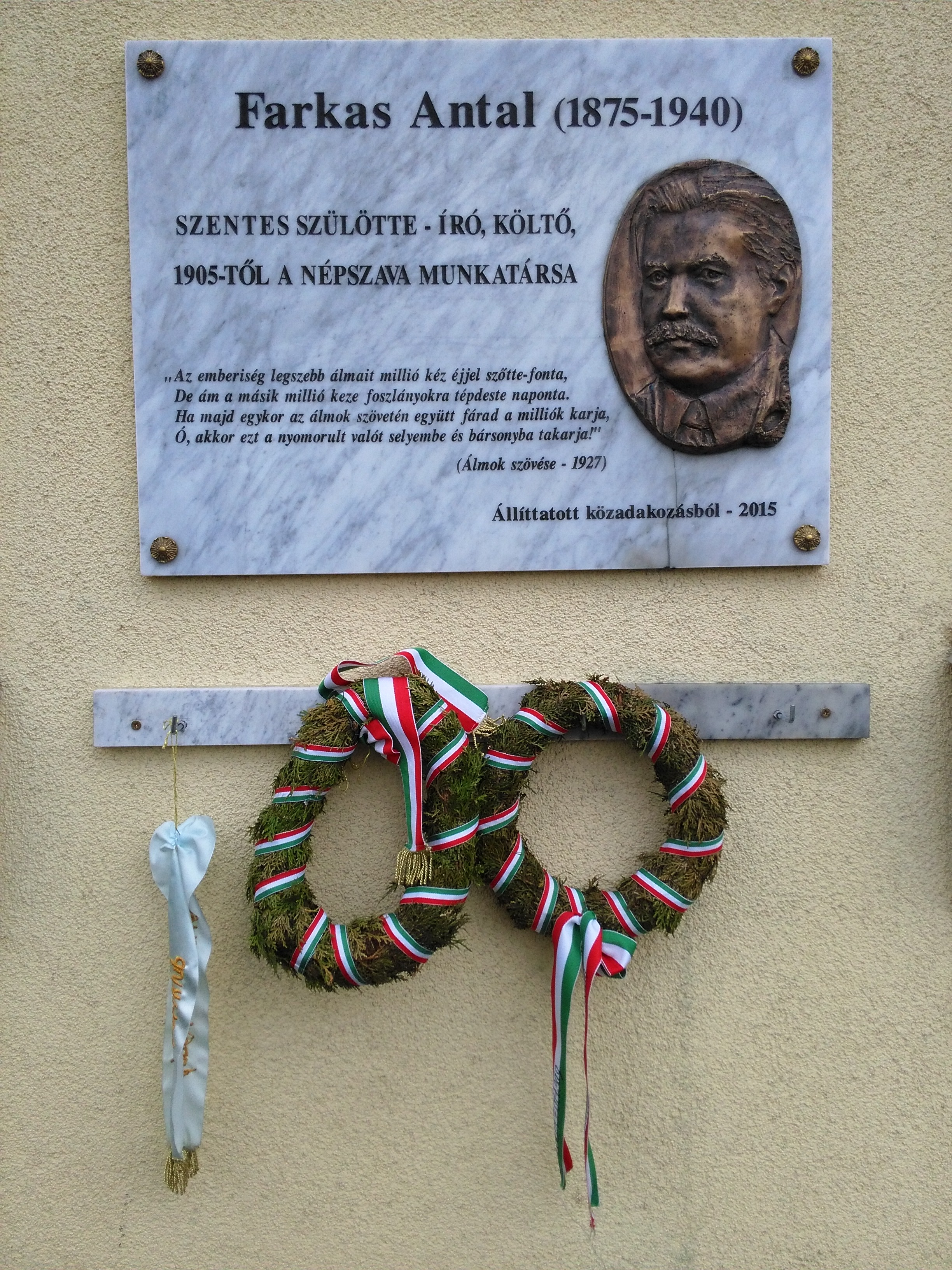
Farkas Antal (1875–1940) költő emléktáblája Szentesen, a róla elnevezett utcában

### Versek
- Költemények (Mezőtúr, 1894)
- Viharzúgás, pacsirtadal (Mezőtúr, 1899) (PDF). e-Könyvtár Szentes
- Március (Zalaegerszeg, 1902)
- Álmok (Budapest, 1904) (PDF). e-Könyvtár Szentes
- Templomtüzek, vörös zsoltárok (Budapest, 1914)
- Proletárok daloskönyve. Antológia Farkas Antal szerkesztésében (Budapest, 1919)
- Fekete nóták, vörös rigmusok (Budapest, 1919) (PDF). e-Könyvtár Szentes
- Bújdosó Péter nótás könyve (Wien, 1922) (PDF). e-Könyvtár Szentes
- Idegen határon, sótalan kenyéren (Bujdosó Péter néven, Wien, 1928) (PDF). e-Könyvtár Szentes
- Ünnep készül (költemények, elbeszélések - Szeged, 1975) (PDF). e-Könyvtár Szentes[11]

### Regények, novellák
- A csanádi parasztbáró (Bp., 1907) (PDF). e-Könyvtár Szentes
- Szilaj Péterék (Bp., 1907) (PDF). e-Könyvtár Szentes
- Megnyílt a börtön (Bp., 1919) (PDF). e-Könyvtár Szentes
- Uri komédiák. Elbeszélések (Budapest, 1919)
- Paraszttragédiák (1919) (PDF). e-Könyvtár Szentes
- Az utolsó Borbora (Kolozsvár, 1921)
- Földindulás (Budapest, 1922)
- Kísértetek (1925) (PDF). e-Könyvtár Szentes
- A papkisasszony (Bécs, 1927)
- Hulló csillagok (Bp., 1937) (PDF). e-Könyvtár Szentes
- A mámor - regényes komédia (Bp., 1930) (PDF). e-Könyvtár Szentes
- Kobrakirály (Új Élet regénytár 174., Központi Sajtóvállalat, Budapest, 1940)

### Mesék
- Mese is, nem is - igaz is, nem is (1919) (PDF). e-Könyvtár Szentes
- Kincsek a porban, kincsek a lélekben. Gyermekszíndarab (Budapest, é.n.)
- Ezres bankó. Gyermekszíndarab (füzetes kiadvány)
- Palkó király. Gyermekszíndarab (füzetes kiadvány)

### Karcolatok
- Jókedv a siralomházban - Bp., 1918) (PDF). e-Könyvtár Szentes
- Erger-Berger (Róka Tóni néven - Bp., 1925) (PDF). e-Könyvtár Szentes

### Röpirat
- Kommunizáljuk-e Zsófit? - Bp., 1919). Scribd

## Emlékezete
Sírja a Kerepesi temetőben van - Fiumei úti sírkert - 34/2. parcella 1-38.
1945-ben Farkas Antal utcának nevezték el az addig Stammer Sándor (1824–1896) nevét viselő utcát.
A Széchenyi ligetben álló, 1870-ben létesült egykori gőz-és kádfürdő épülete 1961 és 1989 között a Farkas Antal Úttörőháznak adott otthont.
2015. december 11-én – születésének 140. és halálának 75. évfordulója alkalmából – emléktáblát avattak a nevét viselő utca és az Árpád utca sarkán álló óvodaépületnél.
Szentesen kívül Miskolc-Hejőcsabán viseli utca (és buszmegálló) a nevét.

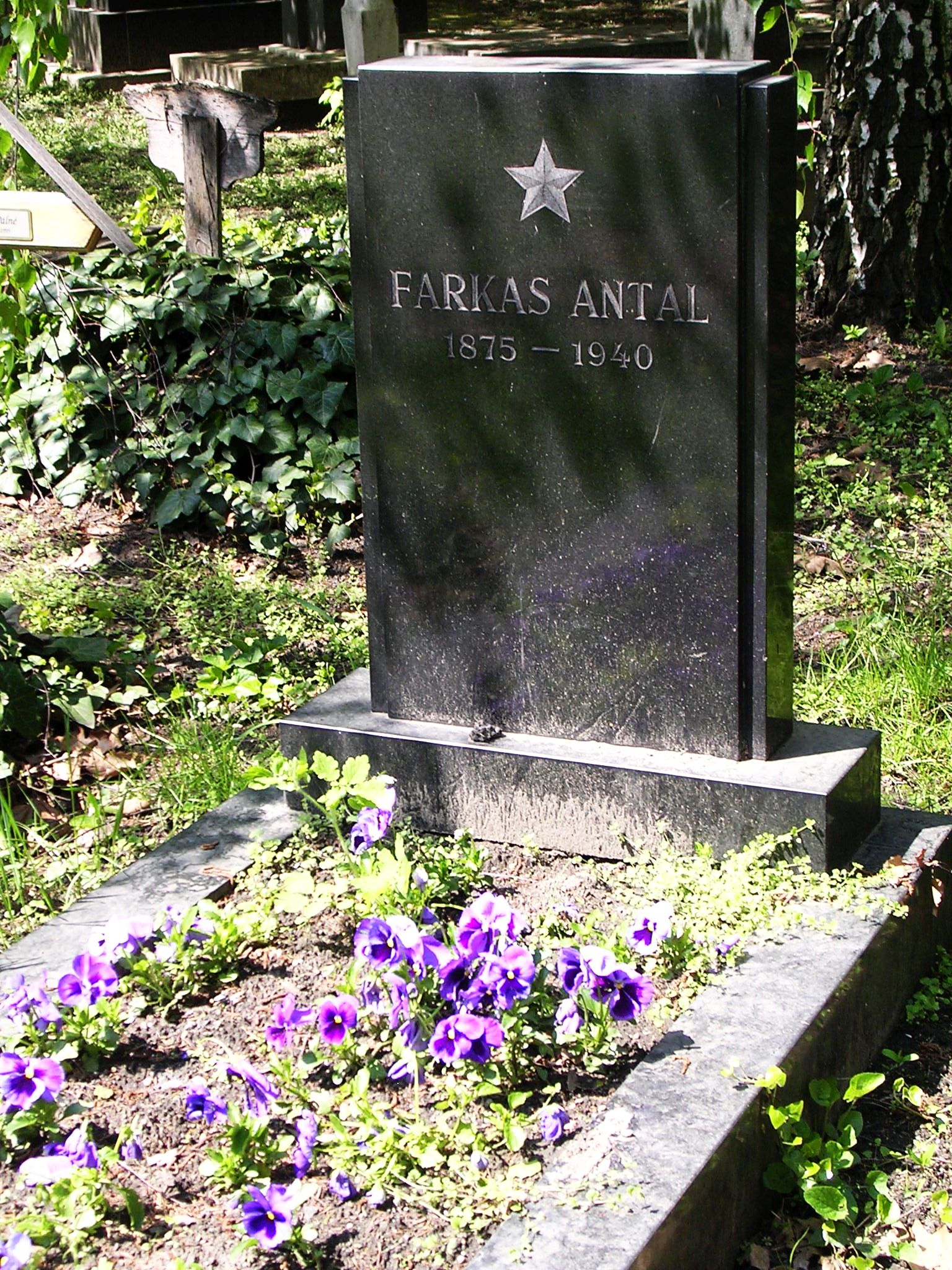
Sírja a Fiumei úti sírkertben (34/2-1-38)

## Külső hivatkozások
- Tiborc Zsigmond: Farkas Antal (részletes pályakép) (PDF). Irodalomtörténet 50. évf. 2. sz., 1962
- Horváth Lászlóné: Farkas Antal személyi bibliográfiája 1919 végéig (PDF). e-Könyvtár Szentes, 1972
- Gödöllői régió irodalmi és történelmi emlékei
- Magyar életrajzi lexikon
- Farkas Antal (fotóval). Szentes helyismereti kézikönyve - Tanulmányok), 2000